# Agelco
AGELCO (AGrupación de Empresarios Leoneses de la COnstrucción) es una sociedad de empresarios constitudia en marzo de 2003, tras el acuerdo alcanzado por la mayoría de las empresas con relevancia en el sector de la promoción y construcción de viviendas, que desarrollan su actividad principalmente en la provincia de León y, singularmente, en su capital.
AGELCO está compuesto por 33 socios, empresas de la construcción, Caja España de Inversiones a través de Inmocaja SA y Juan José Hidalgo, presidente del Grupo Globalia.
Además de proyectos inmobiliarios ha extendido sus actividades a otros sectores, bien a través de empresas de su grupo o a través de participaciones. Es destacable su presencia en Lagun Air, pero también en empresas de nuevas tecnologías, servicios o incluso en el Baloncesto León SAD, equipo de la liga LEB Oro de Baloncesto, del que posee el 49 %.